# PTN
PTN (англ. Pleiotrophin) – білок, який кодується однойменним геном, розташованим у людей на короткому плечі 7-ї хромосоми. Довжина поліпептидного ланцюга білка становить 168 амінокислот, а молекулярна маса — 18 942.
| 10         |  | 20         |  | 30         |  | 40         |  | 50         |
| ---------- |  | ---------- |  | ---------- |  | ---------- |  | ---------- |
| MQAQQYQQQR |  | RKFAAAFLAF |  | IFILAAVDTA |  | EAGKKEKPEK |  | KVKKSDCGEW |
| QWSVCVPTSG |  | DCGLGTREGT |  | RTGAECKQTM |  | KTQRCKIPCN |  | WKKQFGAECK |
| YQFQAWGECD |  | LNTALKTRTG |  | SLKRALHNAE |  | CQKTVTISKP |  | CGKLTKPKPQ |
| AESKKKKKEG |  | KKQEKMLD   |  |            |  |            |  |            |

A: Аланін

C: Цистеїн

D: Аспарагінова кислота

E: Глутамінова кислота

F: Фенілаланін

G: Гліцин

H: Гістидин

I: Ізолейцин

K: Лізин

L: Лейцин

M: Метіонін

N: Аспарагін

P: Пролін

Q: Глутамін

R: Аргінін

S: Серин

T: Треонін

V: Валін

W: Триптофан

Кодований геном білок за функціями належить до факторів росту, мітогенів. 
Білок має сайт для зв'язування з молекулою гепарину. 
Секретований назовні.